# Чаншайска операция (1939)
Чаншайската операция от 17 септември до 6 октомври 1939 година е военна операция в района на град Чанша в Китай по време на Втората китайско-японска война.
Това е първият от четири опита на Япония по време на войната да превземе столицата на провинция Хунан и стратегически важен пункт за евентуално настъпление към Съчуан. Китай разполага със значително числено превъзходство и успява да спре японското настъпление на подстъпите към града, след което претърпелите големи загуби японски части са принудени да отстъпят до изходните си позиции. Операцията се превръща в първия значителен неуспех на Япония в хода на войната.